# 市村辰之助
市村 辰之助（いちむら たつのすけ、弘化3年（1846年） - 明治5年2月7日（1872年3月15日））は、新選組隊士。戸籍上は鋠之助。
弘化3年（1846年）、大垣藩士・市村半右衛門の二男として生まれる。弟に市村鉄之助がいる。
安政5年（1858年）、父の藩籍剥奪により浪人生活を送り、慶応3年（1867年）の隊士募集の時に弟・鉄之助を従え入隊。慶応4年（1868年）3月、五兵衛新田（現在の東京都足立区綾瀬）屯集を最後に新選組を脱走。のちに大垣藩へ帰参する。長男の久吉誕生後、家督を譲った。
明治5年（1872年）に病死。享年27。墓所は岐阜県大垣市船町全昌寺にある。

## 登場する作品
小説
- 一刀斎夢録（週刊文春連載中：文藝春秋社） ： 浅田次郎

コミック
- 新撰組異聞PEACE MAKER（月刊少年ガンガン） ： 黒乃奈々絵